# Acopa incana
Acopa incana là một loài bướm đêm trong họ Noctuidae.